# Аја Софија
Света Софија или Премудрост Божија (грч. Αγία Σοφία), познатија као Аја Софија (тур. Ayasofya) или званично Велика џамија Аја Софија, касноантичка је богомоља и бивша православна патријаршијска саборна црква у Истанбулу у Турској, коју су дизајнирали грчки геометри Исидор из Милета и Антемије из Трала. Од времена завршетка градње 537. године, па све до 1453. године, као највећа хришћанска црква Византијског царства, служила је као православна саборна црква и сједиште Васељенског патријарха, изузев у периоду између 1204. и 1261. године, када је насилно претворена у римокатоличку цркву за вријеме крсташког Латинског царства, након првог пада Цариграда. Године 1453. након другог пада Цариграда, када је Османско царство освојило Византију, Аја Софија је претворена у џамију. Након пада Османског царства и успостављања Републике Турске, претворена је у музеј 1. фебруара 1935. године. У јулу 2020. године, турски Државни савјет поништио је одлуку Мустафе Кемала Ататурка из 1934. године којом је Аја Софија постала музеј, како би поново била претворена у џамију. Свечано је отворена као џамија 24. јула 2020. године, када је одржана прва молитва, којој је присуствовао и предсједник Турске — Реџеп Тајип Ердоган. Иако се понекад назива Светом Софијом (због мишљења да јој је дат назив по Софији мученици), ријеч sophia је фонетско спеловање на латинском грчке ријечи за мудрост Божија. Њено пуно име на грчком је Ναός της Αγίας του Θεού Σοφίας, Naos tēs Hagias tou Theou Sophias, односно „Црква Свете мудрости Божије”.
Изграђена од стране источноримског цара — Јустинијана I, између 532. и 537. године, за државну цркву Римског царства, била је највећи унутрашњи простор на свијету и међу првима која је користила потпуно висећу куполу; такође, била је трећа црква Свете мудрости на том мјесту, након што су претходне двије уништене у немирима током устанка Ника. Сматра се оличењем византијске архитектуре, за коју се каже да је „промијенила историју архитектуре”. Као сједиште Цариградског патријарха, остала је највећа црква на свијету скоро хиљаду година, све док није изграђена Севиљска катедрала 1520. године. Почевши од касне византијске архитектуре, Аја Софија је постала парадигматски облик православне цркве и њен архитектонски стил је био узор за османске џамије хиљаду година касније. За њу се сматра да заузима „јединствену позицију у хришћанском свијету“, као архитектонска и културна икона византијске и православне цивилизације.
Као вјерски и духовни центар Православне Цркве скоро хиљаду година, била је посвећена Светој Премудрости, Логосу, другој особи Светог Тројства, који се слави 25. децембра, као сеђање на Рождество Христово путем оваплоћења Бога Логоса у Христу. У Аја Софији је кардинал Хумберт, изасланик папе Лава IX, званично изопштио патријарха Михаила Керуларија 1054. године, што је чин који се сматра почетком Великог раскола Истока и Запада. Године 1204. након Четвртог крсташког рата и пада Цариграда, претворена је у католичку катедралу под Латинским царством, а након обнове Византијског царства 1261. године, враћена је православној цркви. Млетачки дужд — Енрико Дандоло, који је предводио Четврти крсташки рат, сахрањен је у цркви.
Након пада Цариграда под Османско царство 1453. године, османски султан — Мехмед II Освајач, претворио ју је у џамију и постала је главна џамија у Истанбулу до изградње Султан Ахмедове џамије 1616. године. Након претварања у џамију, уклоњена су звона, олтар, иконостас, амвон и крстионица, а иконографија, попут мозаичких приказа Исуса, Богородице, хришћанских светаца и анђела, уклоњена је или малтерисана. Исламски архитектонски додаци укључивали су четири минарета, минбер и михраб. Византијска архитектура Аја Софије послужила је као инспирација за многе друге вјерске објекте, укључујући цркву Свете Софије у Солуну, цркву Богородице Стовратне, храм Светог Саве, Принчеву џамију, Сулејманову џамију, Рустем-пашину џамију и Али-пашин комплекс. Патријаршија се преселила у цркву Светих апостола, која је постала градска саборна црква.
Архимандрит Елефтериос Нуфракис је 19. јануара 1919. године служио литургију у Светој Софији, први пут након 466. година.
Комплекс је остао џамија до 1931. године, када је, након распада Османског царства, четири године била затворена за јавност. Поново је отворена 1935. као музеј у секуларној Републици Турском, а зграда је била најпосјећенија туристичка атракција Турске 2015. и 2019. године. У јулу 2020. године, Државни савјет је поништио одлуку из 1934. о оснивању музеја, а Аја Софија је рекласификована у џамију. Декрет из 1934. године проглашен је незаконитим и по османском и по турском закону, јер је вакуф Аја Софије, који је задужио султан Мехмед, одредио то мјесто као џамију; Заговорници одлуке су тврдили да је Аја Софија била лично власништво султана. Ово редизајнирање изазвало је осуду турске опозиције, Унеска, Свјетског савета цркава, Међународног удружења византијских студија и многих међународних лидера.

## Историја

### Црква Констанција
Прва црква на том мјесту била је позната као Magna Ecclesia (Μεγαλη Εκκλησια, Мегале Екклесиа, „Велика црква“), због своје величине у поређењу са величинама савремених цркава у граду. Према Ускршњој хроници, црква је освјештана 15. фебруара 360. године, за вријеме владавине цара Констанција II, од стране аријанског епископа Евдоксија Антиохијског. Изграђена је поред простора гдје се развијала Велика палата. Према црквеном историчару из 5. вијека, Сократу Схоластику из Константинопоља, цар Констанције је наредио 346. године да се сагради Велика црква поред оне која се звала Ирина, коју је, пошто је била премала, царев отац Константин увећао и уљепшао. Историчари из 7. и 8. вијека наводе да је цркву саградио Констанцијев отац — Константин Велики, док је Исихије из Милета написао да је Константин подигао Аја Софију са дрвеним кровом и са тог мјеста уклонио 427 (углавном паганских) статуа. Хроничар из 12. вијека, Јован Зонара, написао је да је Констанције поправио цркву коју је освјештао Јевсевије Никомидијски, након што се срушила. Пошто је Јевсевије био епископ Константинопоља од 339. до 341. године, а Константин је умро 337. године, Занора сматра да је прву цркву подигао Констанције.
Оближња црква, Аја Ирина („Свети мир“), завршена је раније и служила је као катедрала све док није завршена Велика црква. Осим Аја Ирине, нема података о већим црквама у центру града прије касног 4. вијека. Роуланд Мејнстон је истакао да црква из 4. вијека још није била позната као Аја Софија, иако њено име као „Велика црква“ указује на то да је била већа од других цариградских цркава. Једине друге веће цркве из 4. вијека биле су црква Светог Моција, која је саграђена изван зидина Константинових и можда је била повезана са гробљем, као и црква Светих Апостола.
За цркву је познато да је имала дрвени кров, завјесе, стубове и улаз који је био окренут ка западу. Вјероватно је имала припрату и описано је да је била у облику грађевина римског циркуса. Вјероватно је имала план у облику слова „У“ попут базилика Сан Марселина и Пјетра и Сан Ањес фјори ле мура у Риму. Историчари сматрају да је можда била и конвенционалнија базилика са три, четири или пет бродова, која је можда личила на првобитни храм Васкрсења Христовог у Јерусалиму или цркву Рођења Христовог у Витлејему. Прије изградње цркве, на том мјесту је вјероватно био атријум, као и у каснијим црквама на том мјесту.
Према археолозима Кену Дарку и Јану Костенцу, још један остатак цркве из 4. вијека можда постоји у зиду од наизмјенично обрубљених цигли и камена, непосредно западно од Јустинијанове цркве. Горњи дио зида је грађен од опеке утиснуте жиговима од опеке из 5. вијека, док је доњи дио грађен од опеке типичне за 4. вијек. Тај зид је вјероватно био дио пропилеја на западном фронту и Константинове и Теодосијеве велике цркве.
Након цркве, изграђене су крстионица и скевофилакион. Хипогеј, можда са мартиријумом изнад њега, откривен је прије 1946. године, а остаци зида од цигле са траговима мермерне облоге идентификовани су 2004. године. Хипогеј је била гробница која је можда била дио цркве из 4. вијека или је можда била из Византиона, древног грчког града који је обновио Константин и дао му назив Константинопољ. Паладије сматра да је скевофилакион имао кружни тлоцрт, а пошто су неке базилике у облику слова „У“ у Риму биле погребне цркве са причвршћеним кружним маузолејом (као што су Константинов музолеј и Јеленин маузолеј), могуће је да су првобитно у њој вршене сахране, иако се до 405. године њена употреба промијенила. Каснија истраживања су открила да је жена по имену Ана поклонила земљу на којој је црква саграђена у замјену за право да тамо буде сахрањена.
Ископавања на западној страни мјеста гдје се налазила прва црква испод зида пропилеја, открили су да је прва црква подигнута на путу широком око 8 метара. Према раним извјештајима, прва Аја Софија је подигнута на мјесту древног паганског храма, иако нема артефаката који би то потврдили.
Цариградски патријарх — Јован Златоусти, дошао је у сукоб са царицом Елијом Евдоксијом, супругом цара Аркадија и послат је у изгнанство 20. јуна 404. године. Током каснијих немира, прва црква је готово цијела спаљена. Паладије је истакао да је скевофилакион из 4. вијека преживио пожар. Према Дарку и Костенцу, пожар је можда захватио само главну цркву, остављајући околне помоћне зграде нетакнуте.

### Црква Теодосија
Изградњу друге цркве на том мјесту наредио је Теодосије II, који ју је свечано отворио 10. октобра 415. године. У списку споменика из петог вијека — Notitia Urbis Constantinopolitanae, Аја Софија је именована као Magna Ecclesia, „Велика црква“, док је бивша катедрала — Аја Ирина, названа Ecclesia Antiqua, „Стара црква“. У вријеме Сократа из Цариграда, око 440. године, обје цркве су биле ограђене једним зидом и служило их је исто свјештенство. Било је предвиђено да комплекс обухвата велику површину, укључујући и будућу локацију Самсонове болнице. Пошто је пожар из 404. уништио само главну цркву из 4. вијека, Теодосијева црква из 5. вијека могла је да буде изграђена окружена комплексом изграђеним првенствено током четвртог вијека.
За вријеме владавине Теодосија II, царева старија сестра, Елија Августа Пулхерија, дошла је у сукоб са патријархом Несторијем. Патријарх јој је забранио приступ свјетилишту „Велике цркве“, вјероватно 15. априла 428. године. Према анонимном Писму Козми, дјевичанска царица, покретач култа Дјевице Марије, која је редовно учествовала у евхаристији у свјетилишту Несторијевих претходника, полагала је право уласка због свог еквивалентног положаја Богородици, „родивши Бога“. Њихове теолошке разлике биле су дио контроверзе око титуле Богородице која је резултирала Сабором у Ефесу и подстицањем монофизитства и несторијанства, доктрине, која попут Несторија одбацује употребу титуле. Пулхерија је, заједно са папом Целестином I и Александријским патријархом Кирилом, збацила Несторија са мјеста патријарха на васељенском сабору, гдје је осуђен и прогнан.
На простору западног улаза у Јустинијанову Аја Софију, откривени су западни остаци Теодосијеве цркве, као и неки фрагменти Константинове цркве. Њемачки археолог — Алфонс Марија Шнајдер, почео је да спроводи археолошка ископавања средином 1930-их, објављујући свој коначни извјештај 1941. године. Ископавања у области која је некада била атријум Јустинијанове цркве из 6. вијека, открила су монументални западни улаз и атријум, заједно са стубовима и скулптуралним фрагментима из цркава из 4. и 5. вијека. Од даљег копања се одустало из страха да ће се нарушити конструктивни интегритет Јустинијанове грађевине, али дјелови ровова за ископавање су остали непокривени, што је открило темеље Теодосијеве цркве.
Цркву је саградио архитекта Руфин. Главни улаз цркве, који је можда имао позлаћена врата, био је окренут ка западу, а постојао је и додатни улаз на исток. Постојала је централна проповједаоница и вјероватно горња галерија, која је вјероватно коришћена као матронеум (женски дио цркве). Спољашњост је била украшена сложеним резбаријама богатих мотива из Теодосијевог доба, чији су фрагменти сачувани, док је под непосредно унутар портика био украшен полихромираним мозаицима. Сачувани резбарени завршетак забата са средине западне фасаде био је украшен крстастим кругом. Остали су и фрагменти фриза, технике вајарског рељефа, са 12 јагњади који представљају 12 апостола; за разлику од Јустинијанове цркве из 6. вијека, Теодосијева Аја Софија је имала и живописне подне мозаике и спољну декоративну скулптуру.
На западном крају, сачувани камени фрагменти грађевине указују да је постојао свод, барем на западном крају. Теодосијева Црква је имала монументалну пропилејску салу са портиком који може да објасни постојање свода, за који су првобитни проналазачи 1930-их мислили да је дио западног улаза у саму цркву. Пропилеј је излазио на атријум који се налазио испред саме цркве. Испред пропилеја налазило се стрмо монументално степениште које је пратило обрисе тла док се спуштало на запад у правцу Стратегиона, базилике и лука Златног рога. Овакав распоред би личио на степенице испред атријума Константинове старе базилике Светог Петра у Риму. У близини степеништа је била цистијерна, која је вјероватно служила за снабдијевање чесме у атријуму или за умивање вјерника прије уласка.
Скевофилакион из 4. вијека замијењен је у 5. вијеку данашњом грађевином, ротондом изграђеном од тракастог зида у доња два нивоа и од обичне цигле у трећем. Првобитно је ротонда, која је вјероватно коришћена као ризница литургијских предмета, имала унутрашњу галерију на другом спрату и два нивоа ниша за складиштење, којима се приступало преко спољњег спиралног степеништа. Још један низ прозора са мермерним оквирима на трећем нивоу остао је зазидан. Галерија је била ослоњена на монументалне конзоле са изрезбареним акантусовим дизајном, сличним онима које су коришћене на Лавовом стубу из касног 5. вијека. Велики надвратник на западном улазу у скевофилакион, који је зазидан у доба Османског царства, откривен је унутар ротонде када је археолошки очишћена до темеља 1979. године, а за то вријеме је поново постављена и цигла. Скевофилакион је поново обновљен 2014. године од стране организације Vakıflar.
Пожар је избио током Устанка Ника, који је почео у близини на Цариградском хиподрому, а друга Света Софија је изгорела до темеља 13–14. јануара 532. године. Дворски историчар — Прокопије, написао је:
„И показујући да они [изгредници] нису само против цара узели оружје, него ништа мање него против самог Бога, нечастиви бједници какви су били, имали су муке да запале Цркву хришћанску, коју људи Византије називају „Софија“, епитет који су најприкладније измислили за Бога, којим називају Његов храм; и Бог им је допустио да остваре ово безбожништво, предвиђајући у какав је предмет љепоте ова светиња била предодређена да се преобрази. Тако је цијела црква у то врпредодређена као угљенисана маса рушевина.“— Прокопије, , 

### Црква Јустинијана
На дан 23. фебруара 532. године, само неколико недеља након уништења друге цркве, цар Јустинијан  је започео изградњу треће и потпуно другачије цркве, веће и величанственије од својих претходника. Јустинијан је именовао двојицу архитеката, математичара Антемија из Трала и геометра и инжењера Исидора из Милета, да пројектују цркву.
Градња је почела 532. године за вријеме кратке владавине Фоке као преторијанског префекта. Иако је Фока ухапшен 529. године као осумњичени за паганство, он је замијенио Јована Кападокијског након што је због немира у Ники уништена Теодосијева црква. Према Јовану Лидијцу, Фока је финансирао почетну изградње цркве са 4.000 римских фунти злата, али је разријешен дужности у октобру 532. године. Јован Лидијац је написао да је Фока средства стекао моралним путем, али је Евагрије Схоластик касније написао да је новац добијен непоштеним путем.
Према Антонију Калделису, обојица архитеката које је именовао Прокопије били су повезани са школом паганског филозофа Амонија Александријског. Могуће је да су и они и Јован Лидијац сматрали Аја Софију великом црквом за врховно неоплатонистичко божанство које се манифестовало кроз свјетлост и сунце. Јован Лидијац је описао цркву као „теменос Великог Бога“ (грчки: , романизовано: τὸ τοῦ μεγάλου θεοῦ Τέμενος⅘).
Првобитно је спољашњост цркве била прекривена мермерним фурниром, на шта указују преостали комади мермера и преживјели прилози за изгубљене панеле на западној страни цркве. Бијела мермерна облога већег дијела цркве, заједно са позлатом неких дјелова, дала би Аја Софији свјетлуцави изглед сасвим другачији од цигле и гипса у модерном периоду и значајно би повећао њену видљивост са мора. Унутрашње површине цркве биле су обложене полихромним мермером, зелено-бијелим са љубичастим порфиром и златним мозаицима. Спољашњост је била обложена штукатуром која је затамњена у жуто и црвено током рестаурације из 19. вијека коју су извршили архитекти браћа Фосати.
Конструкцију је описао Прокопије у свом дјелу „О зградама“. Стубови и други мермерни елементи увезени су из цијелог Медитерана, иако се некада сматрало да су стубови били плијен из градова као што су Рим и Ефес. Иако су направљени посебно за Аја Софију, разликују се по величини. Током изградње било је запослено више од десет хиљада људи. Нова црква је у исто вријеме препозната као главно архитектонско дјело. Изван цркве налазио се сложени низ споменика око бронзаног Јустинијановог стуба, на чијем је врху била коњичка статуа цара која је доминирала Августајоном, отвореним тргом испред цркве који га је повезивао са комплексом Велике палате кроз капију Чалке. На ивици Августајона, налазили су се Милион и Регија, први дио главне саобраћајнице Цариграда — Месе. Такође, окренуте ка Августајону, биле су огромне Константинове терме, јавна купатила Зевкипус и Јустинијанова грађанска базилика испод које се налазила огромна цистијерна позната као Цистијерна Базилика. На супротној страни Аја Софије била је бивша катедрала Аја Ирина.
Позивајући се на уништење Теодосијеве Аја Софије и упоређујући нову цркву са старом, Прокопије је похвалио Јустинијанову грађевину, а у свом дјелу De aedificiis написао је:
... Цар Јустинијан је недуго затим саградио цркву тако фино обликовану, да ако се неко распитивао од хришћана прије паљења да ли би желио да црква буде уништена и да једна оваква заузме њено мјесто, показујући им неку врсту модел зграде коју сада видимо, чини ми се да би се молили да своју цркву одмах сруше, како би зграда била претворена у садашњи облик.— Прокопије, , I.1.22
Након што је видио готову грађевину, цар је наводно рекао: „Саломоне, надмашио сам те“.
Јустинијан и Патријарх Мина отворили су нову цркву са великом помпом 27. децембра 537. године, 5 година и 10 мјесеци након почетка изградње. Аја Софија је била сједиште Цариградске патријаршије и главно мјесто за византијске царске церемоније, попут крунисања. Криминалцима је нудила уточиште од прогона, иако је било неслагања око тога да ли је Јустинијан намјеравао да убице имају право на азил.
Земљотреси у августу 553. и 14. децембра 557. изазвали су пукотине у главној куполи и источној полукуполи. Према Хроници Јована Малала, током накнадног земљотреса 7. маја 558. године, источна полукупола се срушила, уништивши амбон, олтар и циборијум. До урушавања је дошло углавном због превеликог оптерећења греда куполе, која је била превише равна. То је изазвало деформацију стубова који су држали куполу. Јустинијан је наредио хитну рестаурацију, а посао је повјерио Исидору млађем, нећаку Исидора из Милета, који је користио лакше материјале. Цијели свод је морао да буде срушен и поново изграђен 20 византијских стопа (6,25 метара) више него раније, што је цркви дало садашњу унутрашњу висину од 55,6 метара Исидор је промијенио тип куполе, подигавши ребрасту куполу са привјесцима, чији је пречник био између 32,7 и 33,5 m. По Јустинијановом наређењу, осам коринтских стубова је растављено из Баалбека у Либану и послато у Цариград око 560. године. Реконструкција, која је цркви дала њен данашњи облик из 6. вијека, завршена је 562. године. Пјесник, Павле Силентириј саставио је екфразу или дугачку визуелну пјесму, за поновно освјештење цркве, којом је предсеједавао патријарх Евтихије 23. децембра 562. Пјесма Павла Силентријанта је конвенционално позната под латинским насловом Descriptio Sanctae Sophiae, а он је такође био и аутор друге екфразе о амбону цркве — Descripto Ambonis.
Према историји патријарха Нићифора I и хроничара Теофана Исповједника, по наређењу цара Ираклија, претопљени су различити богослужбени сасуди цркве након освајања Александрије и римског Египта од стране Сасанидског царства током Византијско-сасанидског рата 602–628. Теофан наводи да су се од њих правили златни и сребрни новчићи, а Аварима се плаћао данак. Авари су напали ванградске области Цариграда 623. године, што је довело до тога да Византинци пренесу реликвију „одјеће“ Марије, мајке Исусове, у Аја Софију из њеног уобичајеног свјетилишта у цркви Пресвете Богородице у Влахерни, одмах изван Теодосијских бедема. На дан 14. маја 626. године, Палатини, елитна јединица војника, протестовали су у Аја Софији против планираног повећања цијена хљеба, након обуставе оброка због губитка снабдијевања житом из Египта. Персијанци под Шахрбаразом и Авари заједно су почели опсаду Цариграда 626. године; према Ускршњој хроници, 2. августа 626. године, међу онима који су безуспјешно преговарали са каганом Авара, био је и Теодор Синкел, ђакон и презвитер Аја Софије. Бесједа, која се у постојећим рукописима приписује Теодору Синкелу и која је вјероватно изречена на годишњицу догађаја, описује пренос Богородичине одежде и њен свјечани поновни повратак у Влахерну од стране патријарха Сергија I након што је пријетња прошла. Још један извјештај очевидаца о аварско-персијској опсади написао је Георгије Писида, ђакон Аја Софије и административни службеник Патријаршије из Антиохије у Писиди. И Георгије и Теодор, који су вјероватно били чланови Сергијевог књижевног круга, пораз Авара приписују интервенцији Богородице, вјеровању које је ојачало у наредним вјековима.
Цар Лав Исавријанац је 726. године издао низ указа против поштовања слика, наређујући војсци да уништи све иконе, чиме је започео период византијског иконоборства. У то вријеме из Аја Софије су уклоњене све вјерске слике и статуе. Послије кратке паузе током владавине царице Ирине (797–802), иконоборци су се вратили. Цар Теофило је имао је двокрилна бронзана врата са својим монограмима постављеним на јужном улазу у цркву.
Црква је претрпјела оштећења, прво у великом пожару 859. године, а затим у земљотресу 8. јануара 869. који је изазвао урушавање једне од полукупола. Цар Василије  наредио је поправку тимпана, лукова и сводова.
У својој књизи  („Књига церемонија“), цар Константин , написао је детаљан извјештај о церемонијама које су у Аја Софији одржавали цар и патријарх.
940-их или 950-их, вјероватно око 954. или 955. године, послије Руско-византијског рата 941. и смрти великог кијевског кнеза, Игора I, његова удовица, Олга Кијевска – регент свој малољетног сина, Свјатослава I, – посјетила је цара Константина VII и била је примљена као Руска краљица у Цариграду. Вјероватно је крштена у крстионици Аја Софије, узевши име владајуће августе, Јелене Лекапине, приликом чега је добила титулу zōstē patrikía и стилове архонтисе и хегемоније Руса. Њено крштење је био важан корак ка покрштавању Кијевске Русије, иако се у царевом третману њене посјете, у спису De caerimoniis не помиње крштење. Олга се сматра светицом и равноапостолном у православној цркви. Према извору из раног 14. вијека, друга црква у Кијеву — Света Софија, основана је у „Години свијета“, 6460. године по Византијском календару, односно 952 године по Јулијанском календару. Назив ове будуће кијевске катедрале је вјероватно успомена на Олгино крштење у Аја Софији.
Послије великог земљотреса 25. октобра 989. године, који је срушио западни лук куполе, цар Василије  је затражио од јерменског архитекте Трдата, творца катедрале у Ани, да руководи поправком. Поново је подигао и ојачао срушени лук куполе, а западну страну куполе обновио је са 15 ребара куполе. Обим штете захтијевао је шест година поправке и реконструкције; црква је поново отворена 13. маја 994. На крају реконструкције, црквени украси су обновљени, укључујући и четири огромне слике херувима, нови приказ Христа на куполи, погребно платно Христово приказано петком, а на апсиди нови приказ Богородице која држи Исуса, између апостола Петра и Павла. На великим бочним сводовима насликани су пророци и црквени учитељи.
Према грчком историчару из 13. вијека — Никити Хонијату, цар Јован II Комнин је поново увео римски тријумф, након побједе над Данишмендима у опсади Кастамона 1133. године. Пошто је пјешке прошао улицама носећи крст са сребрном квадригом на којој је била икона Богородице, цар је учествовао у церемонији у цркви прије уласка у царску палату. Године 1168, још један тријумф одржао је цар Манојло I Комнин, поново са позлаћеном сребрном квадригом са иконом Богородице са сада срушене Источне капије (или капије Свете Барбаре) у Пропонтидином бедему, након чега је присуствовао богослужењу у Аја Софији, а затим отишао у царску палату.
Године 1181. ћерка цара Манојла I — Марија Комнина је са својим мужем — Рајнером од Монферата побјегла у Аја Софију, због сукоба са царицом Маријом Антиохијском, регентом свог сина, цара Алексија II Комнина. Марија Комнина и Реније су заузели цркву уз подршку патријарха, одбијајући захтјеве царске администрације за миран одлазак. Никита Хонијат је написао да су они „свету авлију претворили у војни логор“, гарнизонирали улазе у комплекс мјештанима и најамницима, и упркос оштром противљењу патријарха, од „молитвене куће су направили разбојничку јазбину или добро утврђено и стрмоглаво упориште, неосвојиво за јуриш“, док су „све насељене објекте у близини Аја Софије и уз Августајон срушили Маријини људи“. Услиједила је битка у Августајону и око Милиона, током које су се браниоци борили из „галерије Катехуменије (такође зване Макрон) окренуте према Августајону, одакле су се на крају повукли и заузели положаје у егзонартексу саме Аја Софије. Хонијат је написао да се „у том тренутку патријарх бринуо да непријатељске трупе не уђу у храм, да несветим ногама не газе свети под и да рукама оскврњеним и још топлом крвљу капље не опљачкају свесвете дарове“. Послије успјешног налета Ренијеа и његових витезова, Марија је затражила примирје, царски напад је престао, а о амнестији су преговарали мега дукс — Андроник Контостефан и мега хатареј — Јован Дука. Грчки историчар, Никита Хонијат, упоредио је очување цркве са напорима које је уложио цар Тит у 1. вијеку да избјегне уништење Другог храма током опсаде Јерусалима у Првом римско-јеврејском рату. Хонијат је написао и да је 1182. године виђен бијели јастреб који је носио џесове, како лети са истока у Аја Софију, летећи три пута од „зграде Thōmaitēs“ (базилике подигнуте на југоисточној страни Августајона) до Палате Катизма у Великом двору, гдје су проглашавани нови цареви. То је требало да наговијести крај владавине Андроника I Комнина (1183–1185).
Хонијат је написао да су 1203. године, током Четвртог крсташког рата, цареви Исак II Анђел и Алексије IV Анђел узели из Аја Софије све златне украсе и сребрне уљанице како би исплатили крсташе који су збацили Алексија III Анђела и помогли Исаку да се врати на пријесто. Након пљачке Константинопоља 1204. године, Хонијат је истакао да су крсташи опљачкали и оскрнавили цркву, иако он није лично био свједок догађаја. Према његовом извјештају, састављеном на двору крњег Никејског царства, Аја Софија је лишена преосталих металних украса, њен олтар је разбијен у комаде, а „жена натоварена гријесима“ пјевала је и играла на синтронону. Написао је и да су мазге и магарци уведени у свјетилиште цркве да однесу позлаћену посребрену оплату беме, амвона, врата и других ствари, а да се једна од њих оклизнула на мермерни под, приликом чега је извађен мермер, што је додатно уништило мјесто. Арапски историчар, Алиј ибн ел Атир, чије је сазнање у вези пљачке Константинопоља вјероватно зависило од хришћанских извора, написао је да су крсташи масакрирали неке свјештенике који су им се предали. Велики дио унутрашњости је оштећен и није поправљен све до повратка под православну контролу 1261. године. Пљачкање Аја Софије, као и Цариграда уопште, остала је болна тачка у односима између католика и православаца.
За вријеме владавине Латинског царства (1204–1261), црква је постала латинокатоличка катедрала. Балдуин I је крунисан за цара 16. маја 1204. у Аја Софији, на церемонији која је пажљиво пратила византијске обичаје. Енрико Дандоло, венецијански дужд који је командовао пљачком и инвазијом града од стране латинских крсташа 1204. године, сахрањен је у цркви, вјероватно у горњој источној галерији. У 19. вијеку, италијански тим за рестаурацију поставио је у близини вјероватне локације ознаку кенотафа, за коју се често погрешно сматра да је средњовјековни артефакт, а која је и данас видљива. Првобитну гробницу су Османлије уништиле приликом претварања цркве у џамију.
Након што је Никејско царство, на челу са царем Михајлом VIII Палеологом заузело Константинопољ 1261. године, црква је била у трошном стању. Године 1317. цар Андроник II Палеолог наредио је да се у источном и сјеверном дијелу цркве подигну четири нова контрафора, финансирајући их насљедством његове покојне жене — Ирине Монфератске. Нове пукотине на куполи су се појавиле након земљотреса у октобру 1344. године, а неколико дјелова цркве се срушило 19. маја 1346. Архитекти — Астрас и Пералта, започели су поправке 1354. године.
Исидор Кијевски је 12. децембра 1452. године у Аја Софији прогласио дуго очекивану црквену унију између западне католичке и источне православне цркве, како је одлучено на сабору у Фиренци и декретом папске буле о унији са Грцима, иако то није дуго трајало. Унија је била непопуларна међу Византинцима, који су протјерали цариградског патријарха Григорија III због његовог проунијатског става. Нови патријарх је постављен тек након османског освајања. Према грчком историчару Дуки, Аја Софија је била окаљана тим католичким удружењима, а антиунијатски православни вјерници су избјегавали цркву, сматрајући је демонским уточиштем и „хеленским“ храмом римског паганства. Дука је такође истакао да су се Византинци, након што је проглашена була о унији, незадовољно разишли по оближњим мјестима гдје су наздрављали икони Одигитрије, која се, према касновизантијској традицији, залагала да их спасе у некадашњим опсадама Цариграда од стране Авара и Омејадског калифата.
Према причи Нестора Искандера о заузимању Цараграда, Аја Софија је била жариште алармантног предзнака протумаченог као да је Свети Дух напустио Цариград 21. маја 1453. године, у последњим данима опсаде Константинопоља. Искандер је написао: „Небо се обасјало, обасјавши град; много народа се окупило и видјело на Цркви Премудрости, на врху прозора, како излази велики пламен ватре. Он је дуго опкољавао цијели врат цркве. Пламен се сакупио у једно, његов пламен се промијенио и настала је неописива свјетлост. Одмах се узнио на небо... Сама свјетлост је отишла на небо, врата раја су се отворила, свјетлост је примљена; и поново су затворена." Ова појава је можда била од ватре Светог Елма изазваног димом барута и необичним временом. Искандер је написао да је пад града под „мухамеданство“ прорекнут у знаку који је видио Константин Велики – орао који се бори са змијом, који је такође означавао да ће „на крају хришћанство надвладати мухамеданство, добити седам брда и у њему ће бити устоличено“.
Коначан пад Цариграда је дуго био предвиђен у апокалиптичној литератури. Често се схватало да се у Књизи Откровења о дијелу о уништењу града утемељеног на седам брда, мисли на Константинопољ, а Псеудо-Методијева Апокалипса је предвидјела „Ишмаелско“ освајање Римског царства. У том тексту, муслиманске војске стижу до Форума Бовиса прије него што су божанском интервенцијом враћене назад. У каснијим апокалиптичким текстовима, врхунац се дешава код Теодосијевог стуба ближе Аја Софији, док се у другима јавља код Константиновог стуба, који је још ближе. Аја Софија се помиње у хагиографији неизвјесног датума која детаљно описује живот измишљеног светог Андреја Јуродивог. Сматра се да је текст написао Никифор, свјештеник Аја Софије и он садржи опис последњег времена у виду дијалога, у коме саговорник, пошто му светитељ каже да ће Цариград бити потопљен у поплаву и да ће је „воде како шикну неодољиво потопити и покрити и предати страшном и огромном мору понора“, одговори „неки људи кажу да Велика црква Божија неће бити потопљена са градом већ ће бити уздигнута у ваздух невидљивом силом“. Светитељ му одговора: „када цијели град потоне у море, како да остане Велика Црква? Коме ће она требати? Мислите ли да Бог обитава у храмовима направљеним рукама?“ Међутим, прорекао је да ће Константинов стуб да издржи.
Још из времена Прокопија, за вријеме Јустинијанове владавине, коњичка царска статуа на Јустинијановом стубу у Августајону поред Аја Софије, која је десном руком показивала ка Азији, сматрала се да представља цара који задржава пријетњу Римљанима од Сасанидског царства у римско-персијским ратовима, док је кугла или глобус крсташ са лијеве стране статуе био израз глобалне моћи римског цара. Касније, у византијско-арапским ратовима, пријетња коју је кип спутавао постао је Омајадски калифат, а касније се сматрало да је статуа бранила напредовање Османлија. Идентитет цара се често мијешао са идентитетом других познатих светих царева попут Теодосија Великог и Ираклија. Кугла се често помињала као јабука од стране странаца у граду, а у грчком фолклору је тумачена као симбол митолошке домовине Турака у Централној Азији, „Усамљено дрво јабуке“. Кугла је пала на земљу 1316. и замијењена је 1325, али док је још увијек била на свом мјесту око 1412. године, до тренутка када је Јохан Шилтбергер видио статуу 1427. године, „јабука царства“ је пала на земља. Покушај да се кугла поново подигне 1435. није успио, а то је појачало пророчанства о паду града. За Турке, „црвена јабука“ је постала симбол самог Константинопоља, а затим и војне превласти исламског калифата над хришћанским царством. У извјештају Никола Барбарова о паду града 1453. године, Јустинијанов споменик је тумачен последњих дана опсаде као представљање оснивача града Константина Великог, што указује на цитат „ово је пут којим ће доћи мој освајач“.
Лаоник Халкокондил је написао да је Аја Софија била уточиште за становнике током заузимања града. Упркос лошем гласу и празном стању Аја Софије после децембра 1452, Дука пише да су се Византинци, након што су пробијени Теодосијеви зидови, тамо склонили док су Турци напредовали кроз град: „Све жене и мушкарци, монаси и монахиње су трчали ка Великој Цркви. Они, и мушкарци и жене, држали су на рукама своје бебе. Какав спектакл! Та улица је била крцата, пуна људских бића." Он њихову промјену у односу према цркви приписује пророчанству.
Шта је био разлог који је све натјерао да бјеже у Велику Цркву? Дуги низ година су слушали неке лажне гатаре, које су изјавиле да је град предодређен за предају Турцима, који ће ући у великом броју и масакрирати Римљане све до стуба Константина Великог. Након тога би анђео силазио, држећи свој мач. Предао би царство, заједно са мачем, неком безначајном, сиромашном и скромном човјеку који би случајно стајао поред Стуба. Рекао би му: „узми овај мач и освети народ Господњи“. Тада би Турци били враћени, били би масакрирани од стране Римљана који су их јурили и бивали би избачени из града и са свих мјеста на западу и истоку и били би отјерани све до граница Персије, на мјесто звано Усамљено дрво…. То је био повод бјекства у Велику Цркву. За један сат та чувена и огромна црква била је испуњена мушкарцима и женама. Небројена гомила је била свуда: горе, доље, у двориштима и на сваком могућем мјесту. Затворили су капије и стајали тамо, надајући се спасу.— Дука, Decline and Fall of Byzantium to the Ottoman Turks, 
У складу са традиционалним обичајем тог времена, султан Мехмед  је дозволио својој војсци и својој пратњи три пуна дана необузданог харања и пљачкања града убрзо након што је заузет. У том периоду уништене су многе православне цркве; сама Аја Софија је опљачкана јер су освајачи вјеровали да садржи највеће благо града. Убрзо након што је одбрана бедема Константинопоља пала и побједничка османска војска ушла у град, пљачкаши су се пробили до Аја Софије и разбили њена врата прије него што су упали унутра. Султан Мехмед је требало да преузме преостали градски садржај за себе послије три дана, али, до краја првог дана, он је изјавио да пљачка треба да престане јер је осјећао велику тугу када је обилазио опљачкани и поробљени град.
За вријеме опсаде Константинопоља, заробљени грађани града учествовали су у литургији и Часној молитви у Аја Софији, а црква је била уточиште за многе од оних који нису могли да допринесу одбрани града, укључујући жене, дјецу, старце, болесне и рањене. Пошто су били заробљени у цркви, многи вјерници и друге избјеглице унутра посталу су ратни плијен који дијеле освајачи. Зграда је оскрнављена и опљачкана, а они који су потражили склониште у цркви били су поробљени. Већина старих и немоћних, повријеђених и болесних је убијена, док су остали, углавном тинејџери и млади дјечаци, оковани и продати у ропство.

## Архитектура
Црква Аја Софија (Света Софија, Црква Свете Мудрости) је право ремек-дјело Византијске архитектуре. Аја Софију је подигао византијски император Јустинијан од 532. до 537. године. То је дјело у то време двојице најпознатијих архитеката – Антемијуса и Исидоруса. Прије ње на том мјесту биле су двије мање цркве, које су прогутали пожари.
Скоро квадратне основе, подијељена је стубовима на три брода на којима су широке галерије. Простор под куполом који оставља утисак огромног „сунцобрана“ са радијалних 40 лукова и 40 прозора при дну кроз које пролази свјетлост и свод чини „ваздушастим и лакшим“. Главна тековина Византијске архитектуре је систем прелажења из квадратне основе на којој почива зграда у кружну основу на којој почива купола којом се зграда крунише. То се изводило на два начина:
1. рјеђе помоћу "тромпи" - из квадратне основе прелази се у осмоугаону, па после у кружну (Црква Светог Луке у Дафни)
2. чешће и савршеније помоћу "пандантифа" (сферни троуглови) који омогућавају прелаз из квадратне у кружну основу куполе (Света Софија и др.)

Стубови су јој од највреднијег мермера из Мраморног мора, Никеје, Јужне Африке. Четири огромна стуба носе Куполу пречника 32 метра на висини од 55 метара. Унутрашњост цркве је огромна, 70 x 75 метара.
- На изградњи Цркве Аја Софије је радило преко 10.000 радника пет година (532—537).

## Галерија
- Један од зидних мозаика у Светој Софији
- Један од зидних мозаика у Светој Софији
- Место крунисања византијских царева
- Поглед на Куполу Храма Св. Софије
- Пресек Храма Св. Софије, реконструкција, 1908.
- Западна галерија Цркве
- Врата на Храму Св. Софија, Византски Цариград
- Византијски детаљ, изнад стубова
- Стубови унутар Храма
- Царска капија, Храм
- Мозаик
- Св. Софија, Архангел, са лицем
- Мозаик на југозападном делу, са монограмом Μητηρ Θεου ("Мајка Божја")
- Мозаик у Аја Софији,1020.
- Исус Христос, мозаик
- Царска капија у Храму, резервисана за улаз Царева
- Олтар, Аја Софија, Византски Цариград
- Мозаик- Богородица и дете